# کالاتیا الگانس
کالاتیا الگانس (نام علمی: Calathea elegans) نام یک گونه از تیره مارانتائیان است.